# Lê Độ
Lê Độ (1941-1965) là anh hùng lực lượng vũ trang nhân dân trong thời kỳ chiến tranh Việt Nam. 

## Cuộc đời
Nguyên tên khai sinh của ông là Lê Dậu, sinh năm 1941 ra trong một gia đình ngư dân tại Mỹ Thị, nay là phường Bắc Mỹ An, quận Ngũ Hành Sơn, thành phố Đà Nẵng. Thân phụ là Lê Duy Ban từng tham gia kháng chiến chống Pháp, và bốn anh em của ông cũng tham gia hoạt động cho Mặt trận Dân tộc Giải phóng miền Nam Việt Nam chống chính quyền Việt Nam Cộng hòa và đều được nhà nước Việt Nam công nhận là liệt sĩ.
Năm 1957, khi mới 15 tuổi, Lê Độ làm liên lạc viên cho cơ sở Sông Đà, do ông Nguyễn Trí Quang làm Bí thư. Đầu năm 1963, ông gia nhập đơn vị đặc công thuộc đội biệt động thành phố Đà Nẵng và thường sử dụng chiếc ghe nhỏ đưa đón cán bộ lãnh đạo qua lại sông Hàn, liên lạc với các cơ sở bí mật nội thành.
Vào lúc 15g ngày 4 tháng 4 năm 1965 trong lúc đặt mìn tại Modern Hotel (nay là Khách sạn Bạch Đằng) nhằm tiêu diệt các sĩ quan và nhân viên dân sự người Mỹ ở tại đây, ông bị phát hiện và bị bắt. Chỉ hơn 10 ngày sau, ngày 15 tháng 4 năm 1965, ông bị chính quyền Việt Nam Cộng hòa xử bắn công khai tại sân vận động Chi Lăng. Khi đó ông mới 24 tuổi.
Ngày 20 tháng 5 năm 1965, Ủy ban Trung ương Mặt trận dân tộc giải phóng miền Nam Việt Nam truy tặng ông Huân chương Thành Đồng hạng II. Năm 1997, Lê Độ đã được Nhà nước Việt Nam truy tặng danh hiệu Anh hùng lực lượng vũ trang nhân dân.
Hiện nay, tại thành phố Đà Nẵng có trường trung học cơ sở mang tên Lê Độ (tại đường Nguyễn Trung Trực, phường An Hải Bắc, quận Sơn Trà) và một con đường mang tên Lê Độ tại quận Thanh Khê.